# Thermaltake Technology
Thermaltake Technology Co. Ltd., plus connue sous sa marque Thermaltake, est un constructeur de matériel informatique. L'entreprise a été fondée en 1999, et est principalement reconnue pour ses systèmes de refroidissement pour microprocesseurs, mais aussi pour ses boîtiers pour PC à assembler.
Son slogan est « COOL all YOUR LIFE » et est cotée à la Bourse de Taïwan.
En 2002, l'entreprise obtient la certification ISO-9001. 

## Histoire
Thermaltake a été fondée à Taïwan en 1999. Son siège américain a été établi en même temps que des bureaux en Californie du Sud. 

### Controverse sur la copie
Au Computex 2015, Thermaltake a présenté deux nouveaux boîtiers d’ordinateur très similaires aux boîtiers SM8 et TH10 de CaseLabs avec l’accessoire piédestal. 

## Marques

### Tt eSPORTS
Thermaltake propose une série de souris de jeu, de claviers d’ordinateur et d’autres périphériques destinés aux joueurs compétitifs par le biais de la marque Tt eSports.  Tt eSPORTS sponsorise également une variété d’équipes et de streamers d’eSports à travers le monde.

### LUXA2
En 2009, Thermaltake a lancé une marque d’accessoires mobiles appelée LUXA2.